# Poirieria zelandica
Poirieria zelandica, là một loài ốc biển săn mồi lớn thuộc họ Muricidae.
Vỏ của Poirieria zelandica có thể có kích thước đến 35–65 milimét (1,4–2,6 in). Vỏ gần như hình thoi, kẽ với, gai dài thẳng tắp. Kẽ hở vỏ hình trứng và lớn. Rìa vỏ mỏng.
Loài này phân bố ở Tasmania và New Zealand.

## Hình ảnh

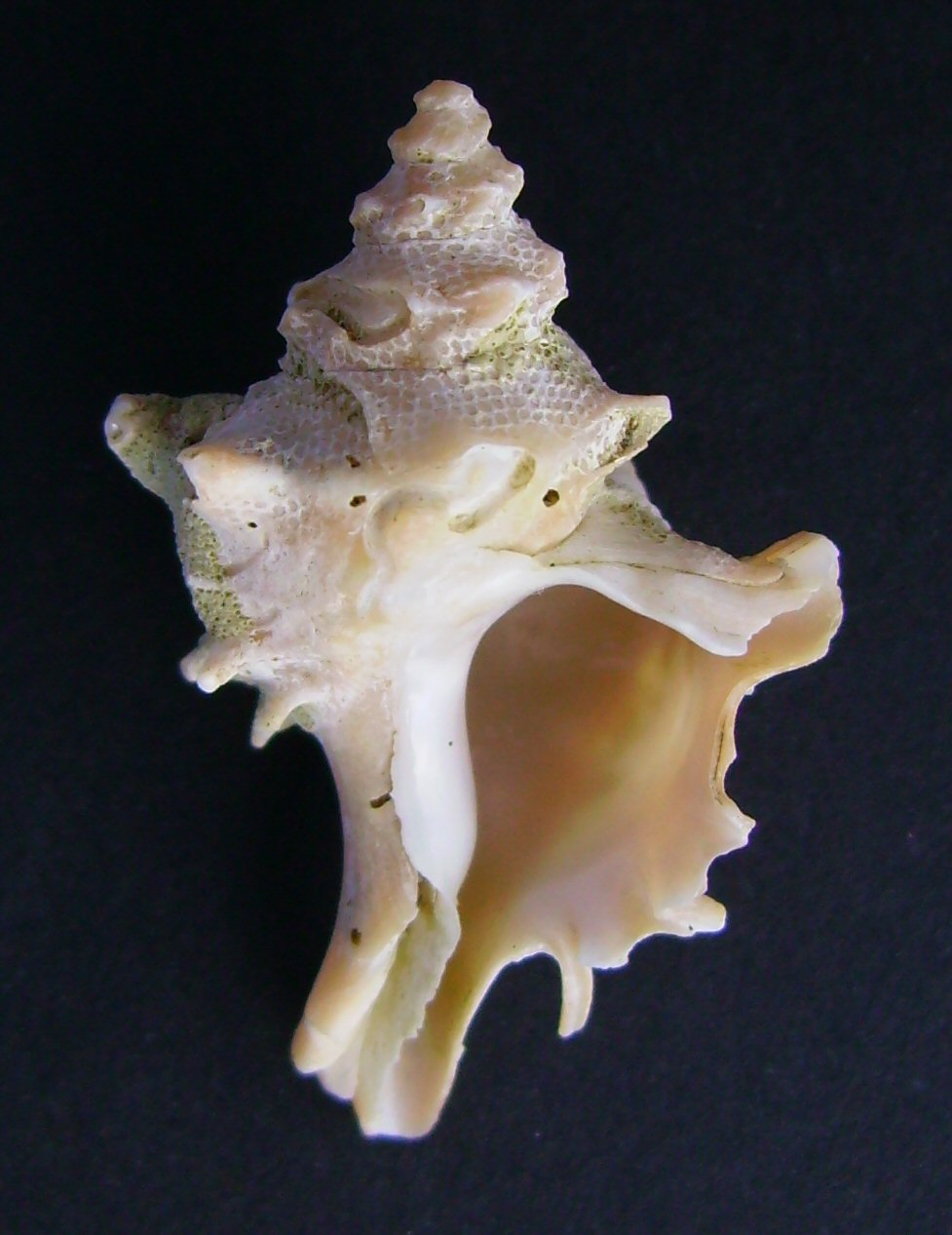
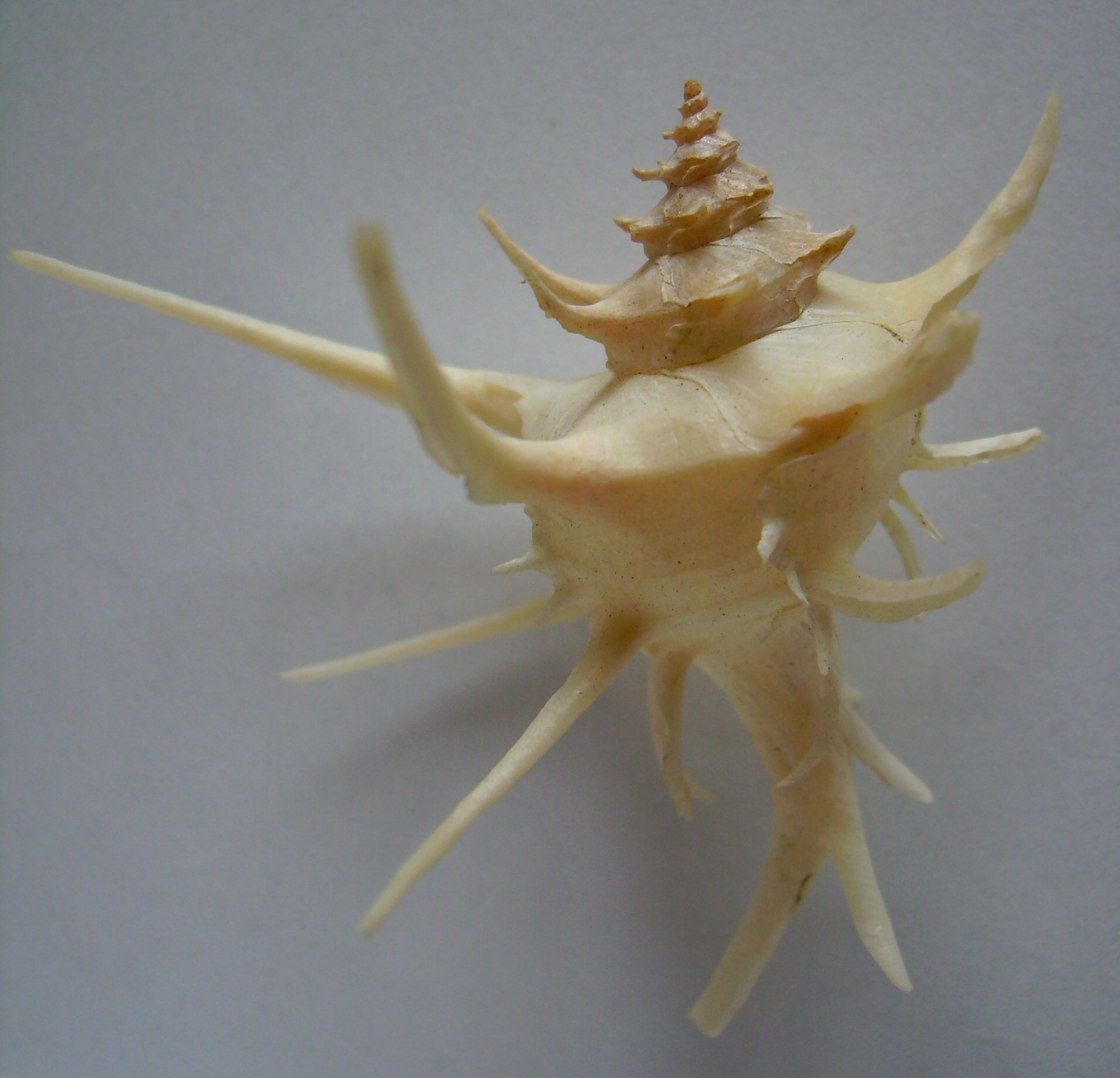
Vỏ